# 胡热热遗址
胡热热遗址，位于中国青海省民和县官亭镇吕家沟村，为第四批青海省文物保护单位，公布日期为1986年5月27日，类型为古遗址。
胡热热遗址的历史年代为新石器时代。